# Convenzione per la protezione dell'ambiente di lavoro (inquinamento dell'aria, rumori e vibrazioni), 1977
La Convenzione per la protezione dell'ambiente di lavoro (inquinamento dell'aria, rumori e vibrazioni), 1977 è la convenzione n. 148 dell'Organizzazione internazionale del lavoro (ILO), adottata il 20 giugno 1977, a seguito della riunione del 10 giugno 1977  a Ginevra della Conferenza generale dell’Organizzazione internazionale del lavoro, nel corso della sua 63ª sessione.
Obiettivo di tale convenzione è la protezione dei lavoratori contro i rischi professionali dovuti all'inquinamento dell'aria, ai rumori e alle vibrazioni sui luoghi di lavoro.

## Ratifiche
A giugno 2023, la convenzione era stata ratificata da 48 Stati.